# Ngoyoni
Ngoyoni ist ein Verwaltungsbezirk (Ward) des Distrikts Rombo in der tansanischen Region Kilimandscharo.

## Geografie
Ngoyoni liegt im Nordosten von Tansania etwa 40 Kilometer Luftlinie östlich der Regionshauptstadt Moshi an der Grenze zu Kenia. Der Bezirk steigt von 900 Meter Seehöhe im Osten auf 1300 Meter im Westen an. Er grenzt im Norden an Mengeni, im Osten an Kenia, im Süden an Chala und im Westen an Mengwe und Manda.
Bei der Volkszählung 2022 lebten 4042 Menschen in 1147 Haushalten auf einer Fläche von 34 Quadratkilometern.

## Gliederung
Der Bezirk besteht aus zwei Gemeinden (Mtaa) mit neun Orten (Kitongoji):
| Ngareni - Kimwingeni - Mfurufuruni - Ngareni - Mwekio | Ngoyoni - Ngoyoni - Kibosou - Mfuni - Monayo - Mlambai |

## Wirtschaft und Infrastruktur
- Gesundheit: Im Bezirk befindet sich ein privates Distriktkrankenhaus.[7]
- Bildung: Die Ngareni Secondary School ist eine öffentliche weiterführende Schule, die eine Ausbildung bis zur 4. Stufe anbietet.[8][9]